# Archiv für Rassen- und Gesellschafts-Biologie
Das Archiv für Rassen- und Gesellschafts-Biologie einschließlich Rassen- und Gesellschafts-Hygiene (mit dem Untertitel Zeitschrift für die Erforschung des Wesens von Rasse und Gesellschaft und ihres gegenseitigen Verhältnisses, für die biologischen Bedingungen ihrer Erhaltung und Entwicklung, sowie für die grundlegenden Probleme der Entwicklungslehre) war eine rassentheoretische bzw. eugenische Fachzeitschrift.
Ab Jahrgang 14 (1922) fungierte das Archiv als „Wissenschaftliches Organ der Deutschen Gesellschaft für Rassenhygiene“; später war es auch Organ des Reichsausschusses für Volksgesundheitsdienst und musste auf Anordnung des Reichs- und Preußischen Innenministeriums von allen Gesundheitsämtern bezogen werden.
Die Zeitschrift erschien von 1904 bis 1944. Herausgeber der sechs Mal jährlich erscheinenden Schrift war bis 1939 der Arzt und Professor Alfred Ploetz, der den Begriff der „Rassenhygiene“ prägte, in Verbindung mit Hermann Friedmann, Anastasius Nordenholz und Ludwig Plate. Zu den ersten Autoren gehörten Otto Ammon, Carl Correns, Nordenholz, Ploetz, Ernst Rüdin, Wilhelm Schallmayer und Richard Thurnwald (zu den Mitherausgebern gehörte auch Falk Ruttke).
Verlegt wurde die Zeitschrift ab 1904 beim Verlag der Archiv-Gesellschaft in Berlin, ab 1907 bei demselben in München, ab 1909 bei Teubner in Leipzig und Berlin und von 1922 bis 1939 bei Lehmann in München.